# 君は流れ星
「君は流れ星」（きみはながれぼし）は、西村知美の4枚目のシングル。1986年10月27日発売（規格品番EP: WTP-17905）。

## 解説
前作「わたし・ドリーミング」から1か月という短い間隔でリリースされた4枚目のシングル。西村初のペーパー・スリーブジャケット仕様。

## タイアップ
「君は流れ星」は日本テレビ系アニメ『がんばれ!キッカーズ』のオープニング・テーマ。
B面の「銀河の少年」は同番組エンディング・テーマ。

## 収録曲
全曲作詞：売野雅勇／作曲：中崎英也／編曲：武部聡志
1. 君は流れ星
2. 銀河の少年

## カバー
君は流れ星
- 橋本潮 - 日本コロムビア版カバー音源。1987年3月1日発売のカセットテープ『ベスト6曲シリーズ』（規格品番：CMY-685）などに収録